# Château de Bougy
Le château de Bougy est un édifice situé sur le territoire de la commune de Bougy dans le département français du Calvados.

## Localisation
Le monument est situé dans le département français du Calvados, à Bougy au lieudit château de Bougy.

## Historique
Les sources manquent pour évoquer la construction du château. L'édifice est bâti au XVIIe siècle pour les Le Révérend, seigneurs du lieu dès avant 1589, dont Jean, lieutenant général sous Louis XIV, fut toujours fidèle au Roi durant la Fronde. On lui offrit « le bâton de Maréchal de France et un gouvernement de son choix, à condition qu'il abandonnerait la religion Protestante, mais sa réponse fut que (si on le croyait capable de) trahir son Dieu pour un bâton de Maréchal, il pourrait à beaucoup moins trahir son Roi ; mais qu'étant incapable de l'un et de l'autre, il se contentait de voir qu'on était satisfait de son service ». Il avait épousé en 1654 Marie de Chaussade, dame de Calonges (en Condomois), mais il mourut en 1657 ou 58, et sa femme en 1664. Leur fils Jean-Jacques, né en 1655, créé marquis de Bougy (assis à Calonges) en 1667 (à 12 ans), fut contraint d'abjurer, puis se retira en Hollande pour cause de religion, où il mourut. Ses biens furent saisis. N'ayant laissé qu'un fils mort jeune et deux filles, l'une d'elles fit entrer Bougy "par droit de sang" dans la famille Hue de Carpiquet, auteure de la configuration actuelle du bâtiment qui date pour l'essentiel du XVIIIe siècle , en respectant cependant l'emprise du château précédent. Un parc important est constitué dans le même siècle.
Des pavillons sont bâtis au cours du XIXe siècle, à l'arrière de l'édifice.
Le château fait l'objet d'une inscription comme monument historique depuis le 25 septembre 2000 : les façades et les toitures du château, du logis du régisseur, des écuries, de la remise à voitures, du colombier et du lavoir ; la cour, les douves ; le parc.

## Architecture
Le château porte les armoiries de la famille Hue de Carpiquet sur le fronton surmontant l'avant-corps : D'azur à la fasce d'argent, accompagnée en chef de trois étoiles d'or, et en pointe de trois croissants de même, 2 et 1.
La façade sur la cour possède huit travées.
Le parc comporte deux étangs alimentés par des sources. L'eau s'écoule ensuite vers l'Odon. Le parc possédait une allée de 2 km réduite à 700 m actuellement. Compte tenu de la prise en compte des contraintes du terrain par les paysagistes du XVIIIe siècle, le parc « constitue l'intérêt majeur [du château] ».